# Stand Up For Europe
O Stand Up for Europe é um movimento de cidadãos  pan-Europeu que trabalha no sentido de criar uma Europa federal e mais democrática.

## História
O Stand Up for Europe foi fundado na 6ª Convenção Federalista Europeia em Bruxelas, no dia 3 de Dezembro de 2016, através da integração de três movimentos federalistas: o Stand Up for the United States of Europe, o Partido Federalista Europeu e o United States of Europe Now. Foi um dos vários movimentos de cidadãos pró-Europeus que surgiram em resposta ao resultado eurocético do referendo Brexit e à eleição de Donald Trump como Presidente dos EUA.
A 6 de maio de 2017, o Stand Up For Europe foi um dos patrocinadores de um debate em Bruxelas, mediado por Markku Markkula (Presidente do Comité Europeu das Regiões), sobre o futuro da União Europeia e sobre que ações tomar para fomentar a integração Europeia.

## Organização
O Stand Up For Europe está definido como uma organização sem fins lucrativos (Association sans but lucratif, ASBL) de acordo a lei Belga. Richard Laub, Georgios Kostakos, Olivier Boruchowitch e Pietro De Matteis estão registados como os seus fundadores. A organização é composta por vários organismos: I - Assembleia Geral; II - Conselho Executivo, III - Grupo de Assessores, IV - Comité de Resolução de Conflitos; V - Auditoria; VI - Provedor. A Assembleia Geral é convocada pelo menos uma vez por ano, entre novembro e fevereiro. A sua função consiste em nomear os membros do Conselho Executivo para o período renovável de um ano, por maioria simples de votos. Entre outros, o Conselho Executivo engloba os seguintes cargos, atualmente ocupados pelas seguintes pessoas:
- Presidente: Richard Laub
- Vice-Presidente: Pietro De Matteis
- Secretário-Geral: Bálint Gyévai
- Tesoureiro: Jacques de Ridder

Enquanto movimento civil, as atividades do Stand Up for Europe são organizadas por cerca de 20 "city teams" e sete grupos universitários (fevereiro de 2017). São publicados regularmente comunicados de imprensa, uma newsletter e uma revista online com o nome de Europe Today. O site do Stand Up for Europe está ligado a várias plataformas de redes sociais, incluindo o Facebook, Twitter, LinkedIn, YouTube e Instagram. Reconhecendo a importância dos jovens num movimento pró-Europeu federalista, o Stand Up for Europe engloba ainda a plataforma de pesquisa política Students for Europe, um site destinado a facilitar aos jovens o estudo relacionado com temas Europeus. O movimento participa em eventos cívicos em várias cidades, unindo-se a outros grupos pró-Europeus, com o objetivo de ajudar o processo de Europeização dos cidadãos.

## Objetivos
O  Stand Up for Europe luta por uma maior integração Europeia, melhores os métodos de democracia direta e mais solidariedade. Defende ainda:
- Uma Constituição Europeia;
- Uma Agência de Inteligência Europeia;
- Uma iniciativa de cidadãos a nível Europeu referente à migração;
- Um projeto de Artes pan-Europeu;
- Um Dia Europeu da Juventude.

Além disso, o Stand Up for Europe procura, no futuro, poder fundir-se ou cooperar com outras organizações semelhantes, tais como o Pulse of Europe, a Juventude Europeia Federalista e os Novos Europeus.

## O Movimento em Portugal
O movimento está organizado por city teams (equipas de cidade), sendo que Portugal tem três: em Lisboa , no Porto e em Leiria.
A city team de Lisboa existe desde a fundação do Stand Up for Europe e tem como principais objetivos a divulgação do movimento e das suas ideias para a Europa, dar a conhecer as instituições europeias e trabalhar em conjunto com outros movimentos na cidade de Lisboa. Entre as atividades desenvolvidas, organiza debates e tertúlias, ações de rua em bairros de Lisboa (com o nome de Lisboa Europeia!), participa em eventos de entidades oficiais europeias e de outros movimentos europeístas, promove a estreita ligação com outras city teams e divulga as suas ideias e atividades na sua página do Facebook.

As city teams do Porto e de Leiria, neste momento, encontram-se ainda numa fase mais inicial da sua atividade.

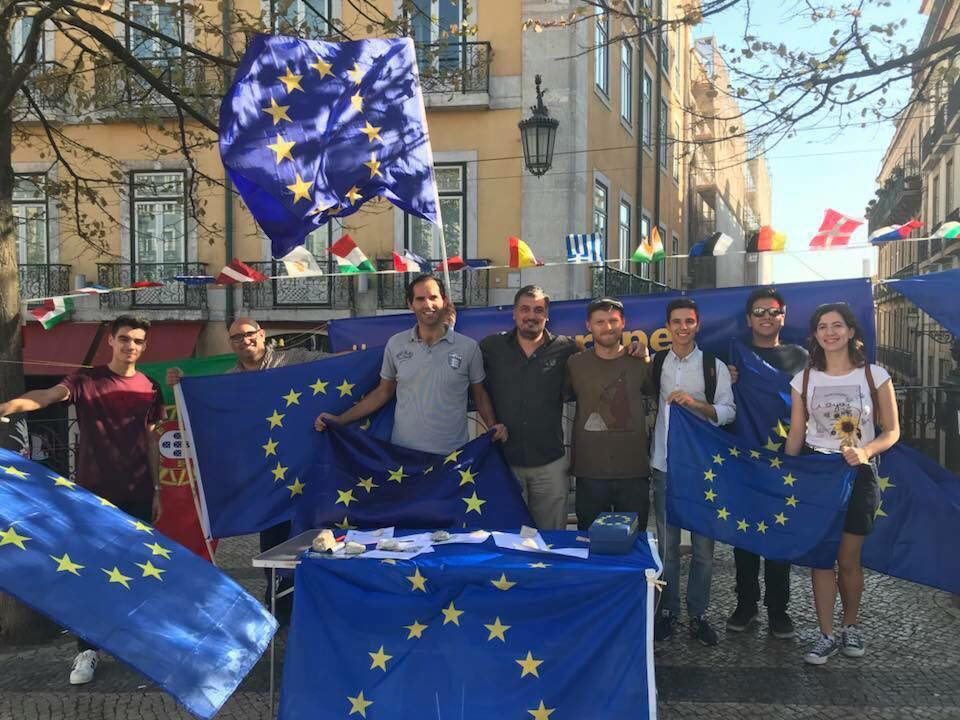
Membros da city team de Lisboa participam num evento organizado pelo movimento Pulse of Europe - Portugal em Lisboa, Portugal.
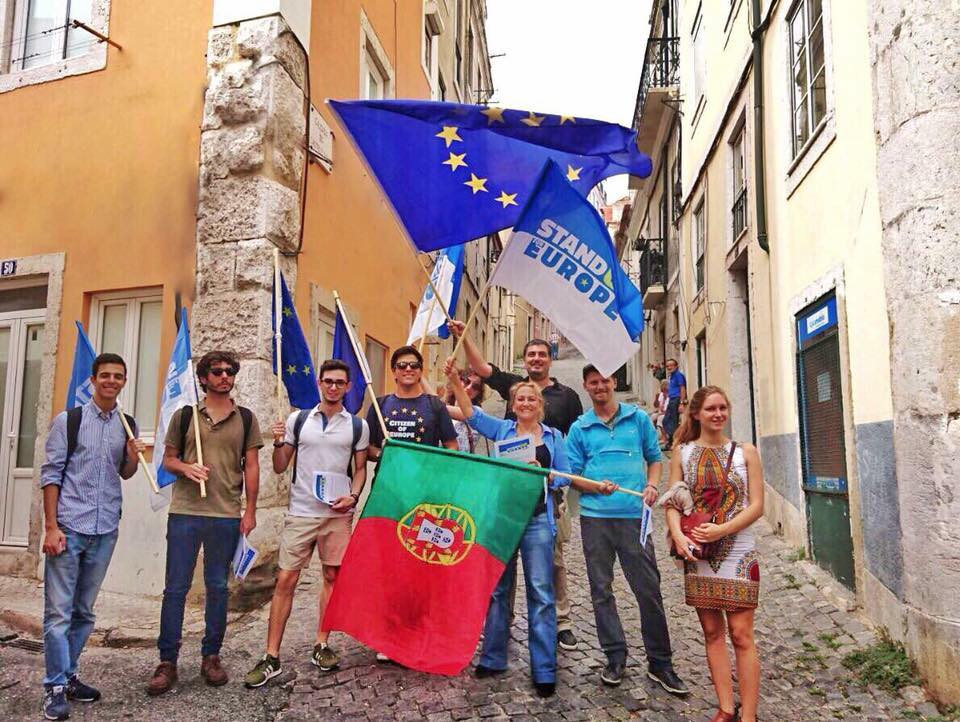
Arruada "Lisboa Europeia" organizada pelo Stand Up for Europe em Lisboa, Portugal.
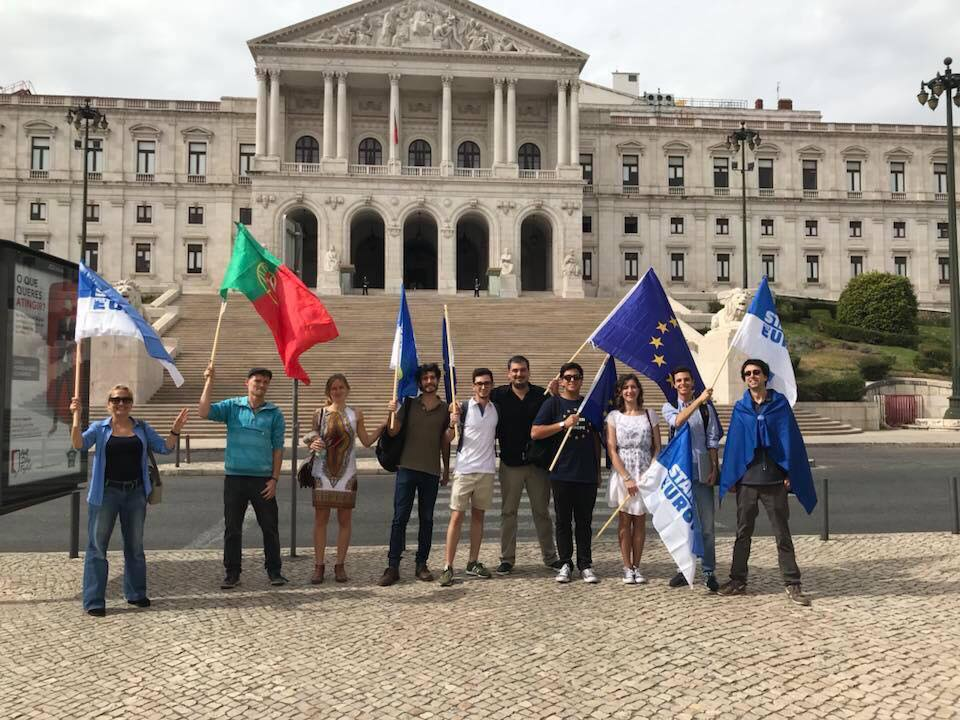
Evento "Lisboa Europeia" à partida da Assembleia da República em Lisboa, Portugal.
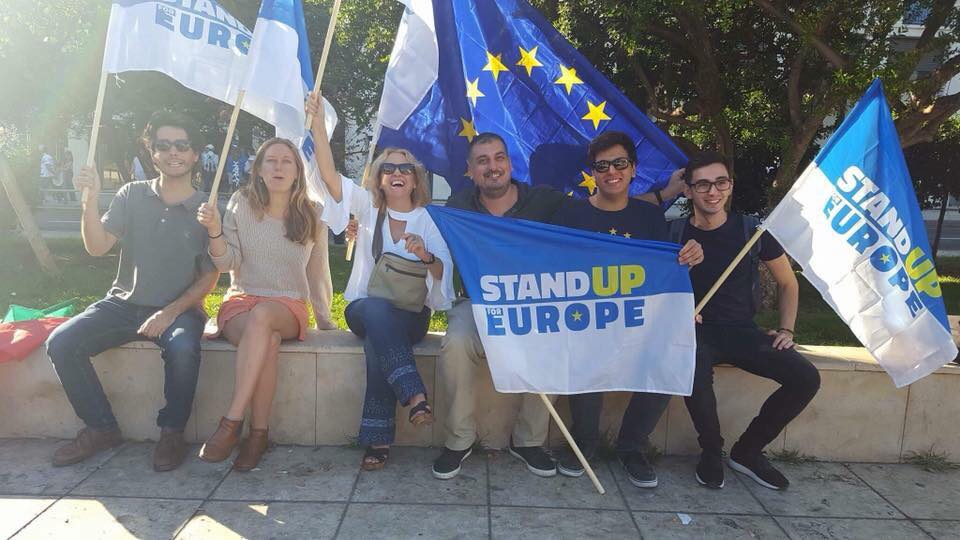
Membros da city team de Lisboa participam numa marcha organizada pelo movimento Go Europe em Lisboa, Portugal.
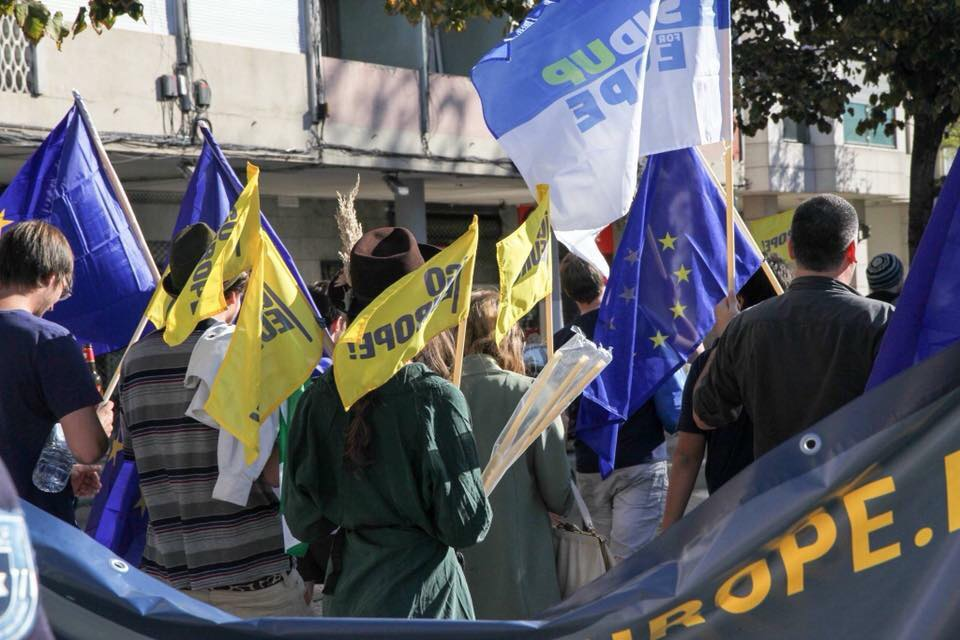
Membros da city team de Lisboa participam numa marcha organizada pelo movimento Go Europe em Lisboa, Portugal.